# Галадж
Гала́дж — гірська вершина у східній частині Великого Кавказу. Знаходиться на півночі Азербайджану.